# Gmina Gradina
Gmina Gradina (chorw. Općina Gradina) – gmina w Chorwacji, w żupanii virowiticko-podrawskiej. W 2011 roku liczyła 3850 mieszkańców.

## Miejscowości
Miejscowości wchodzące w skład gminy Gradina:
- Bačevac
- Brezovica
- Budakovac
- Detkovac
- Gradina
- Lipovac
- Lug Gradinski
- Novi Gradac
- Rušani
- Vladimirovac
- Žlebina